# Софи (фильм)
«Софи́» — российский художественный фильм для детей, одна из трёх новелл «Рождественских историй» («Счастливая звезда», «Рождественская девочка» и, собственно, «Софи»). Новеллы «Счастливая звезда» и «Рождественская девочка» стали лауреатами II Всероссийского кинофестиваля «Семья России» в номинации «Детское кино». Общая продолжительность 1 час 10 мин.

## Сюжет
Россия, XIX век. Десятилетний Коленька — наследник княжеского титула — живёт в красивом поместье своего деда и не подозревает, что за высоким забором, окружающим его дом, совсем другая жизнь — тяжёлая и бедная. Избалованный мальчик как-то раз, шаля, обидел нищую голодную девочку. Позже он очень жалеет о своей жестокости и, чтобы искупить вину, начинает помогать всем, кто нуждается. Пытаясь как-то загладить свой проступок, Коля упрашивает своего дедушку-князя помочь молодой девушке Соне, у которой умер отец — и князь принимает Соню к себе в особняк в качестве учительницы Коли. Героев ждёт множество приключений, после которых, благодаря своей наставнице, мальчик становится добрей, отзывчивей и мужественней, а Соня выходит замуж за благородного графа…

## В ролях
| Актёр                  | Роль                              |
| ---------------------- | --------------------------------- |
| Оксана Фёдорова        | Софи                              |
| Александр Пороховщиков | старый князь                      |
| Стас Журжин            | Коленька                          |
| Сергей Пинегин         | граф                              |
| Ангелина Савченко      | Женя                              |
| Катя Рудова            | нищая девочка                     |
| Оксана Охлобыстина     | мама Жени                         |
| Валерий Золотухин      | Михаил Михайлович редактор газеты |
| Раиса Рязанова         | Пелагея Семёновна                 |
| Александр Ковтунец     | Андрей управляющий                |
| Наталья Шуба           | графиня                           |

Замечено, что актёры фильма непрофессионалы, ими выступили: Наталья Шуба - советник губернатора Московской области (в роли тетушки молодого графа), Николай Швец - Первый заместитель председателя правительства Амурской области (в роли благородного помещика-охотника Ивана Ильича), Алексей Демидов - первый заместитель финансового директора «Роснефти».

## Съёмки
Съемки фильма проходили в усадьбе Горки Ленинские.

## Съёмочная группа
- Сценарист: Илья Литвак
- Режиссёр: Илья Литвак
- Оператор: Владимир Кононенко
- Композитор: Илья Литвак
- Художник: Александр Щурихин
- Продюсер: Александр Ковтунец

## Награды
- 2007 — Приз в номинации «Дебют» Второго Международного фестиваля православных средств массовой информации (Оксана Фёдорова)